# Giovanni Battista Marchesetti
Giovanni Battista Marchesetti (poznat i kao Juan Bautista Marqueseti, Ivan Krstitelj Marchesetti; Rijeka, 10. prosinca 1704. – Candelaria, Paragvaj, 5. veljače 1767.), hrvatsko-talijanski isusovac, misionar u Paragvajskim redukcijama. 

## Životopis
Njegovi su se preci krajem 16. stoljeća iz Trsta doselili u Rijeku, gdje će članovi te patricijske obitelji generacijama obnašati razne javne službe. Godine 1695. Marchesettijev otac Giovanni Giorgio, gradski vijećnik i sudac, sklapa brak s riječkom plemkinjom Annom Monaldi, koja će mu roditi petero djece.
G. B. Marchesetti jedan je od mnogobrojnih mladih srednjoeuropskih isusovaca koji su se, poneseni željom za širenjem katoličanstva, priključili tzv. “stranom kontingentu” članova Družbe Isusove koji su u tijeku gotovo dvaju stoljeća bili aktivni kao misionari u španjolskim potkraljevstvima u Sjevernoj i Južnoj Americi.
U Argentinu je stigao 1734. i ondje, nakon priprema u Córdobi, od 1738. do smrti djelovao kao misionar i upravitelj u sedam gradova ili redukcija (Corpus, San Juan Bautista, Apostoles i dr.). U Nuestra Señora de Fe je uveo plantažni uzgoj košenila za proizvodnju grimiznih boja te priređivanje lijekova i začina. Organizirao je i vojnu obranu grada. Uspješno je pokrenuo proizvodnju i trgovinu misijskim poljoprivrednim kulturama (čaj maté, duhan, šećer, sukno i dr.).
U državnom arhivu u Buenos Airesu (Archivo General de la Nación) sačuvana je prepiska oca Marchesettija sa subraćom te određeni broj pisama u kojima njegova subraća govore o njemu. Sva pisma su na španjolskom jeziku, a 2015. godine objavljena su u knjizi Paragvajska pisma suautora Mirjane Polić Bobić i Mije Koradea u izvorniku i u prijevodu na hrvatski jezik.